# Alain Johns
Alain Johns är en fiktiv karaktär i Det mörka tornet-serien, skapad av den amerikanska författaren Stephen King som först dyker upp i den allra första boken i serien, Revolvermannen, och blir en av huvudkaraktärerna i Magiker och Glas.
Alain Johns är en av Roland Deschains barndomsvänner och med i hans ursprungliga ka-tet. Hans kännetecken är ett extremt lugn och diplomati. Alain Johns räddar Sheemie Ruiz' liv i slaget vid Jericho Hill, men blir av misstag dödad av sina vänner Roland Deschain och Cuthbert Allgood i tron att han är en av John Farsons män.